# Rắn hổ mang phun nọc Đông Dương
Rắn hổ mang phun nọc Đông Dương, hay còn gọi là rắn hổ mèo, rắn hổ mang Xiêm, rắn hổ mang phun nọc Thái, rắn hổ mang phun nọc đen trắng, (tên khoa học Naja siamensis) là một loài rắn hổ mang phun nọc sinh sống ở Đông Nam Á. Loài này được Laurenti mô tả khoa học đầu tiên năm 1768.

## Mô tả
Là loài rắn hổ mang cỡ trung bình với cơ thể khá dày. Màu sắc cơ thể của loài này có thể thay đổi từ màu xám sang màu nâu đen, với các đốm trắng hoặc sọc. Các đốm trắng có thể phủ hầu hết của con rắn. Con trưởng thành trung bình dài 0,9 đến 1,2 mét (3,0 đến 3,9 ft), và có thể tối đa 1,6 mét (5 ft) mặc dù hiếm gặp.
Loài này có thể nhầm lẫn với loài Rắn hổ đất (Naja kaouthia), có môi trường sống tương tự, cả về kích thước và sự xuất hiện.

## Phân bổ và cư trú
Nó được tìm thấy ở Đông Nam Á, bao gồm Thái Lan, Campuchia, Việt Nam, Lào và Myanmar. Môi trường sống của nó bao gồm vùng đồng bằng, đồi núi, đồng bằng, và đất trồng cây. Nó cũng có thể được tìm thấy trong môi trường sống rừng rậm và đôi khi nó lạc vào các khu dân cư vì các sự phong phú của các loài gặm nhấm trong và xung quanh các khu vực này.

## Tập tính và thức ăn
Nó là loài sống chủ yếu về đêm. Điều thú vị là, nó thể hiện tính khí thay đổi tùy thuộc vào thời gian trong ngày khi gặp phải. Khi bị đe dọa vào ban ngày, con rắn nói chung là nhút nhát và ẩn náu trong đào hang gần nhất. Tuy nhiên, nếu con rắn đang bị đe dọa vào ban đêm, nó hung hãn hơn và có nhiều khả năng ngóc đầu lên, bành mang rồi phun nọc độc. Nếu không phun nọc thành công, nó sẽ tấn công và dùng phương án cuối cùng là cắn. Khi cắn, loài này có xu hướng giữ và nhai ngấu nghiến. Nó thường ăn động vật gặm nhấm, cóc, và các loài rắn khác.

## Sinh sản
Loài rắn này đẻ trứng. Con cái sẽ đẻ từ 13-19 trứng 100 ngày sau khi thụ thai. Trứng sẽ nở sau 48 đến 70 ngày tùy thuộc vào nhiệt độ ấp. Rắn con sống độc lập ngay từ khi bắt đầu nở. Rắn con dài khoảng 12–20 cm và, vì chúng có hệ thống nọc độc phát triển đầy đủ, cần xử lý như là rắn trưởng thành.

## Nọc độc
Giống như hầu hết rắn hổ phun nọc khác, nọc độc của nó chủ yếu là một postsynaptic neurotoxin vàcytotoxin (hoại tử hoặc chết tế bào). vết cắn thường có triệu chứng đau, sưng và hoại tử xung quanh vết thương. Vết cắn của con rắn này có khả năng gây tử vong cho một người trưởng thành. Người chết, thường xảy ra do tê liệt dẫn tới ngạt, chủ yếu là ở các vùng nông thôn nơi khan hiếm thuốc chữa rắn cắn.
Nếu con rắn phun nọc độc vào mắt nạn nhân, nạn nhân sẽ bị đau ngay lập tức và nghiêm trọng tới mức bị mù tạm thời và đôi khi còn gây mù vĩnh viễn.